# Lijst van voetbalinterlands Brazilië - Colombia
Deze lijst van voetbalinterlands is een overzicht van alle officiële voetbalwedstrijden tussen de nationale teams van Brazilië en Colombia. De Zuid-Amerikaanse buurlanden speelden tot op heden 38 keer tegen elkaar. De eerste ontmoeting, een wedstrijd tijdens de Copa América 1945, werd gespeeld op 28 januari 1945 in Santiago (Chili). Het laatste duel, een kwalificatiewedstrijd voor het Wereldkampioenschap voetbal 2026, vond plaats op 20 maart 2025 in Brasilia.

## Wedstrijden
| №  | Plaats                  | Datum            | Competitie             | Wedstrijd           | Uitslag |
| -- | ----------------------- | ---------------- | ---------------------- | ------------------- | ------- |
| 1  | Santiago                | 28 januari 1945  | Copa América 1945      | Brazilië – Colombia | 3 – 0   |
| 2  | São Paulo               | 17 april 1949    | Copa América 1949      | Brazilië – Colombia | 5 – 0   |
| 3  | Lima                    | 24 maart 1957    | Copa América 1957      | Brazilië – Colombia | 9 – 0   |
| 4  | La Paz                  | 14 maart 1963    | Copa América 1963      | Brazilië – Colombia | 5 – 1   |
| 5  | Bogota                  | 6 augustus 1969  | WK 1970 kwalificatie   | Colombia – Brazilië | 0 – 2   |
| 6  | Rio de Janeiro          | 21 augustus 1969 | WK 1970 kwalificatie   | Brazilië – Colombia | 6 – 2   |
| 7  | Bogota                  | 20 februari 1977 | WK 1978 kwalificatie   | Colombia – Brazilië | 0 – 0   |
| 8  | Rio de Janeiro          | 9 maart 1977     | WK 1978 kwalificatie   | Brazilië – Colombia | 6 – 0   |
| 9  | Bogota                  | 1 februari 1981  | Vriendschappelijk      | Colombia – Brazilië | 1 – 1   |
| 10 | Belo Horizonte          | 25 april 1985    | Vriendschappelijk      | Brazilië – Colombia | 2 – 1   |
| 11 | Bogota                  | 15 mei 1985      | Vriendschappelijk      | Colombia – Brazilië | 1 – 0   |
| 12 | Salvador                | 7 juli 1989      | Copa América 1989      | Brazilië – Colombia | 0 – 0   |
| 13 | Viña del Mar            | 13 juli 1991     | Copa América 1991      | Brazilië – Colombia | 0 – 2   |
| 14 | Santiago                | 19 juli 1991     | Copa América 1991      | Brazilië – Colombia | 2 – 0   |
| 15 | Rivera                  | 13 juli 1995     | Copa América 1995      | Brazilië – Colombia | 3 – 0   |
| 16 | Manaus                  | 20 december 1995 | Vriendschappelijk      | Brazilië – Colombia | 3 – 1   |
| 17 | Santa Cruz de la Sierra | 19 juni 1997     | Copa América 1997      | Brazilië – Colombia | 2 – 0   |
| 18 | Bogota                  | 28 maart 2000    | WK 2002 kwalificatie   | Colombia – Brazilië | 0 – 0   |
| 19 | São Paulo               | 15 november 2000 | WK 2002 kwalificatie   | Brazilië – Colombia | 1 – 0   |
| 20 | Miami                   | 19 juli 2003     | CONCACAF Gold Cup 2003 | Colombia – Brazilië | 0 – 2   |
| 21 | Barranquilla            | 7 september 2003 | WK 2006 kwalificatie   | Colombia – Brazilië | 1 – 2   |
| 22 | Maceió                  | 13 oktober 2004  | WK 2006 kwalificatie   | Brazilië – Colombia | 0 – 0   |
| 23 | Bogota                  | 14 oktober 2007  | WK 2010 kwalificatie   | Colombia – Brazilië | 0 – 0   |
| 24 | Rio de Janeiro          | 15 oktober 2008  | WK 2010 kwalificatie   | Brazilië – Colombia | 0 – 0   |
| 25 | New York                | 14 december 2012 | Vriendschappelijk      | Brazilië – Colombia | 1 – 1   |
| 26 | Fortaleza               | 4 juli 2014      | WK 2014                | Brazilië – Colombia | 2 − 1   |
| 27 | Miami Gardens           | 5 september 2014 | Vriendschappelijk      | Brazilië – Colombia | 1 – 0   |
| 28 | Macul                   | 17 juni 2015     | Copa América 2015      | Brazilië - Colombia | 0 − 1   |
| 29 | Manaus                  | 6 september 2016 | WK 2018 kwalificatie   | Brazilië − Colombia | 2 − 1   |
| 30 | Rio de Janeiro          | 25 januari 2017  | Vriendschappelijk      | Brazilië – Colombia | 1 – 0   |
| 31 | Barranquilla            | 5 september 2017 | WK 2018 kwalificatie   | Colombia − Brazilië | 1 − 1   |
| 32 | Miami Gardens           | 6 september 2019 | Vriendschappelijk      | Colombia − Brazilië | 2 − 2   |
| 33 | Rio de Janeiro          | 23 juni 2021     | Copa América 2021      | Colombia − Brazilië | 1 − 2   |
| 34 | Barranquilla            | 10 oktober 2021  | WK 2022 kwalificatie   | Colombia − Brazilië | 0 − 0   |
| 35 | São Paulo               | 11 november 2021 | WK 2022 kwalificatie   | Brazilië − Colombia | 1 − 0   |
| 36 | Barranquilla            | 16 november 2023 | WK 2026 kwalificatie   | Colombia − Brazilië | 2 − 1   |
| 37 | Santa Clara             | 2 juli 2024      | Copa América 2024      | Brazilië − Colombia | 1 − 1   |
| 38 | Brasilia                | 20 maart 2025    | WK 2026 kwalificatie   | Brazilië − Colombia | 2 − 1   |

## Samenvatting
| Competitie        | Totaal gespeeld | Winst Brazilië | Gelijk | Winst Colombia | Doelsaldo Brazilië – Colombia |
| ----------------- | --------------- | -------------- | ------ | -------------- | ----------------------------- |
| WK-eindronde      | 1               | 1              | 0      | 0              | 2 − 1                         |
| WK-kwalificatie   | 16              | 8              | 7      | 1              | 24 − 8                        |
| Copa América      | 12              | 8              | 2      | 2              | 32 − 6                        |
| CONCACAF Gold Cup | 1               | 1              | 0      | 0              | 2 − 0                         |
| Vriendschappelijk | 8               | 4              | 3      | 1              | 11 − 7                        |
| Totaal            | 38              | 22             | 12     | 4              | 71 − 22                       |

Wedstrijden bepaald door strafschoppen worden, in lijn met de FIFA, als een gelijkspel gerekend.

## Details

### Eerste ontmoeting
| Copa América 1945 (Santiago, Chili, 28 januari 1945): |       |          |
| Brazilië                                              | 3 – 0 | Colombia |
| Jorginho 13' Heleno de Freitas 15' Jayme 38'          | goals |          |

### Zevende ontmoeting
| WK 1978 kwalificatie (Bogota, Colombia, 20 februari 1977): |       |          |
| Colombia                                                   | 0 – 0 | Brazilië |
|                                                            | goals |          |

### Achtste ontmoeting
| WK 1978 kwalificatie (Rio de Janeiro, Brazilië, 9 maart 1977):                                                                             |       |          |
| Brazilië | 6 – 0 | Colombia |
| Roberto Dinamite 16' Zico 26' Roberto Dinamite 33' Francisco das Chagas Marinho 41' Francisco das Chagas Marinho 55' Roberto Rivellino 89' | goals |          |

### Twaalfde ontmoeting
| Copa América 1989 (Salvador, Brazilië, 7 juli 1989): |              | |
| Brazilië | 0 – 0        | Colombia |
| | goals        | |
| Sebastião Lazaroni | bondscoach   | Francisco Maturana |
| Cláudio Taffarel Mauro Galvão Alemão 64' Aldair Santos do Nascimento Ricardo Gomes Branco Geovani Silva Dunga Valdo Cândido Renato Baltazar de Morais 46' | opstellingen | René Higuita Wilson Pérez Luis Carlos Perea Andrés Escobar Carlos Hoyos Gabriel Gómez Carlos Valderrama Leonel Álvarez Bernardo Redín 80' Arnoldo Iguarán 71' Ruben Hernández |
| Bebeto 46' Mazinho 64' | wissels      | 71' Sergio Angulo 80' Wilmer Cabrera |
| Alemão 63' | gele kaarten | 62' Gabriel Gómez |

### Achttiende ontmoeting
| WK 2002 kwalificatie (Bogota, Colombia, 28 maart 2000): |       |          |
| Colombia                                                | 0 – 0 | Brazilië |
|                                                         | goals |          |

### 22ste ontmoeting
| WK 2006 kwalificatie (Maceió, Brazilië, 13 oktober 2004): |       |          |
| Brazilië                                                  | 0 – 0 | Colombia |
|                                                           | goals |          |

### 23ste ontmoeting
| WK 2010 kwalificatie (Bogota, Colombia, 14 oktober 2007): |       |          |
| Colombia                                                  | 0 – 0 | Brazilië |
|                                                           | goals |          |

### 24ste ontmoeting
| WK 2010 kwalificatie (Rio de Janeiro, Colombia, 15 oktober 2008): |       |          |
| Brazilië                                                          | 0 – 0 | Colombia |
|                                                                   | goals |          |

### 25ste ontmoeting
| Vriendschappelijk (New York, Verenigde Staten, 14 december 2012): |       |                   |
| Brazilië                                                          | 1 – 1 | Colombia          |
| Neymar 63'                                                        | goals | 43' Juan Cuadrado |
| - Neymar mist in de 80e minuut een strafschop namens Brazilië.    |       |                   |

### 27ste ontmoeting
| Vriendschappelijk (Miami, Verenigde Staten, 5 september 2014): |              |                       |
| Brazilië                                                       | 1 – 0        | Colombia              |
| Neymar 83'                                                     | goals        |                       |
|                                                                | rode kaarten | ?', 50' Juan Cuadrado |

### 30ste ontmoeting
| Vriendschappelijk (Rio de Janeiro, Brazilië, 25 januari 2017):                          |       |          |
| Brazilië                                                                                | 1 – 0 | Colombia |
| Dudu 47'                                                                                | goals |          |
| - Benefietduel voor de slachtoffers van de vliegramp met de LaMia Airlines-vlucht 2933. |       |          |